# 范宝俊
范宝俊（1940年12月—2025年2月14日），男，天津人，中华人民共和国政治人物，曾任中华人民共和国民政部副部长，中华慈善总会会长，第九、十届全国政协委员。